# Cludius’ Borsdorfer
Cludius’ Borsdorfer (auch Cludius’ grüner Borsdorfer) ist eine Sorte des Borsdorfer Apfels, die von Hermann Heimart Cludius in Hildesheim gezogen wurde. Sie gehört zu den Renetten.

## Beschreibung
Der Baum wächst nur mäßig und wird mittelgroß mit einer breitpyramidalen Krone. Er wird als gesund und fruchtbar beschrieben. Die Frucht ist mittelgroß und abgestumpft kegelförmig mit feiner, hellgelber, sonnenseits oft geröteter, berosteter Schale.